# Дансит

Справа вверху — округ Ролетт на карте Северной Дакоты, слева — город Дансит на карте округа Ролетт.

Дансит (англ. Dunseith) — город в округе Ролетт (штат Северная Дакота, США).

## География
Дансит расположен в северной части штата, его площадь составляет 2,59 км² (ровно одна квадратная миля — квадрат), открытых водных пространств нет. От города до канадской границы — около 20 километров по прямому шоссе. Дансит является ближайшим с американской стороны городом, от которого можно добраться до Международного сада мира, расположенного на канадо-американской границе.
Дансит стоит на пересечении шоссе 3 и шоссе 5.
Достопримечательность Дансита — огромная черепаха, сложенная из более чем 2000 автомобильных колёсных дисков, выкрашенных в зелёный цвет. Одна только её голова весит более тонны.

## История
Дансит был расчерчен на кадастровой карте в 1882 году. В 1884 году там открылось первое почтовое отделение, и эта дата считается годом основания населённого пункта. Инкорпорация со статусом city была осуществлена в 1908 году.
Основателем города считается выходец из Шотландии Уильям Итон, который назвал его в честь своей матери, Жанетт Дансит Итон. На гойдельских языках слово «Дансит» (Dùnsìth) означает «город мира» или «крепость мира».

## Климат
По классификации Кёппена, Дансит находится в зоне влажного континентального климата. Среднегодовая температура — 2,8°С. Самый жаркий месяц — июль со средней температурой 19,4°С, самый холодный — январь (-16,4°С). Максимальная зарегистрированная температура воздуха в тени в городе составила 30°С, минимальная — -31,7°С. Среднегодовое количество жидких осадков — 425 мм, самый влажный месяц — июнь (75 мм), самый сухой — январь (12 мм). Обычно в год бывает 78 дождливых дней (максимум в июне — 11 дней, минимум в феврале — 4 дня). Что касается снега, то за год его в среднем выпадает 70,9 см, самый снежный месяц — январь (13,7 см).
| Показатель               | Янв.  | Фев.  | Март  | Апр. | Май  | Июнь | Июль | Авг. | Сен. | Окт. | Нояб. | Дек.  | Год  |
| ------------------------ | ----- | ----- | ----- | ---- | ---- | ---- | ---- | ---- | ---- | ---- | ----- | ----- | ---- |
| Средний максимум, °C     | −10,6 | −7    | −0,1  | 10,5 | 18,6 | 23,6 | 26,5 | 25,8 | 19,2 | 12,5 | 0,7   | −7,7  | 9,7  |
| Средняя температура, °C  | −16,4 | −13   | −5,9  | 3,9  | 11,3 | 16,6 | 19,4 | 18,2 | 11,8 | 5,6  | −4,6  | −13,2 | 2,8  |
| Средний минимум, °C      | −22,2 | −18,9 | −11,7 | −2,7 | 4,1  | 9,7  | 12,3 | 10,7 | 4,5  | −1,2 | −9,9  | −18,7 | −3,4 |
| Норма осадков, мм        | 12    | 11    | 16    | 31   | 50   | 75   | 71   | 64   | 46   | 26   | 11    | 12    | 425  |
| Источник: Климат Дансита |       |       |       |      |      |      |      |      |      |      |       |       |      |

## Демография
2010 год
Согласно переписи 2010 года в Дансите проживали 773 человека: 49,2 % мужского пола и 50,8 % женского. Было 274 домохозяйства, 170 семей. В 46,4 % домохозяйств проживали дети младше 18 лет; 27,4 % домохозяйств представляли собой супружеские пары, живущие вместе; 25,2 % — женщину — главу семьи без мужа; 9,5 % — мужчину — главу семьи без жены; 38 % домохозяйств не представляли собой семью. Средний размер домохозяйства — 2,72 человека, семьи — 3,41 человека.

Средний возраст горожанина составлял 27,4 лет. 35,8 % населения были младше 18 лет, 10,2 % были в возрасте от 18 до 24 лет, 23,7 % — от 25 до 44 лет, 18,2 % — от 45 до 64 лет и 12,2 % жителей были старше 65 лет.
Расовый состав:
- белые — 15 %
- негры и афроамериканцы — 0,9 %
- коренные американцы — 79,6 %
- прочие расы — 0,4 %
- смешанные расы — 4,1 %
- латиноамериканцы (любой расы) — 2,2 %

2014 год
Согласно оценкам 2014 года в Дансите проживали 795 человек: 45,6 % мужского пола и 54,4 % женского. Средний возраст горожанина составлял 27 лет (при среднем по штату в 34,9 лет).
2015 год
Согласно оценкам 2015 года в Дансите проживали 797 человек. Средний доход домохозяйства составлял 23 299 долларов в год (при среднем по штату 60 557 долларов); на душу населения — 12 521 доллар в год.

О происхождении своих предков горожане сообщили следующее: французы — 61,4 %, франкоканадцы — 11,4 %, немцы — 2,6 %, ирландцы — 2 %, австрийцы — 1,1 %. 1,6 % жителей были рождены вне США (при среднем по штату 3,2 %).

12,6 % жителей старше 25 лет сообщили, что они в настоящий момент безработные.

О своём семейном положении горожане старше 15 лет сообщили следующее:
- не состоят в браке и никогда в нём не были — 48,5 %
- состоят в браке и живут вместе — 28,8 %
- состоят в браке, но живут раздельно — 0,9 %
- вдовствуют — 7,5 %
- в разводе — 14,2 %

По данным на сентябрь 2015 года безработица в городе составила 6,7 % (при среднем по штату 2,2 %). 52,2 % жителей находились за чертой бедности, в том числе 100 % латиноамериканцев, 57,4 % коренных американцев и 23,1 % белых.

Средний размер домохозяйства составил 2,7 человек (при среднем по штату 2,3 человека), 19 % домохозяйств состояли из партнёров, не состоящих в зарегистрированном браке (при среднем по штату 6,4 %).

Семь продуктовых магазинов, четыре ресторана.